# 프로페서스 큐브
프로페서스 큐브(Professor's Cube)는 5×5×5 버전의 루빅스 큐브로 기계적 퍼즐이다. 꼭짓점, 모서리 중앙, 면 중심은 루빅스 큐브와 동등하다. 이것은 오리지날 3×3×3 루빅스 큐브와 4×4×4 리벤지 큐브와 공통인 성질을 가지고 있기 때문에, 둘 모두의 해법을 알면 5×5×5 큐브에서도 적용할 수 있다.

## 이름

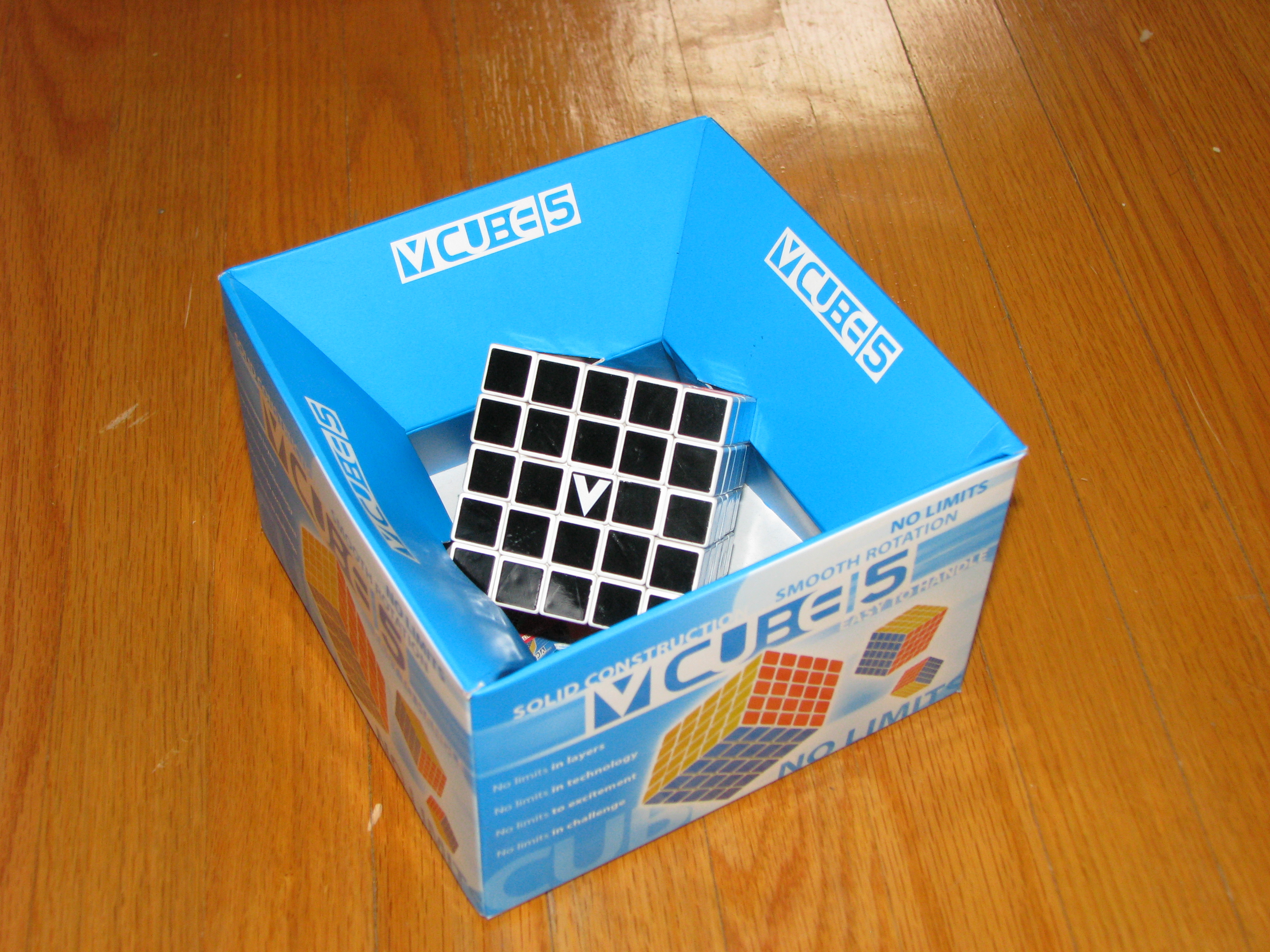
오리지날 포장에 있는 V-큐브 5

반스 & 노블에서 팔았던 5×5×5 큐브의 초기 버전은 "Professor's Cube"라는 이름으로 시판되었지만 현재는, 반스 엔 노블은 단순히 "5×5"라고 부르는 큐브를 판다. Mefferts.com은 프로페서스 큐브라고 불리는 리미티드 에디션 버전의 5×5×5 큐브를 제공한다. 이 버전은 타일에 스티커가 붙어있는 것이 아니라 타일이 칠해져 있다. Verdes Innovations는 V-큐브 5라고 불리는 버전을 판다.

## 작동 원리

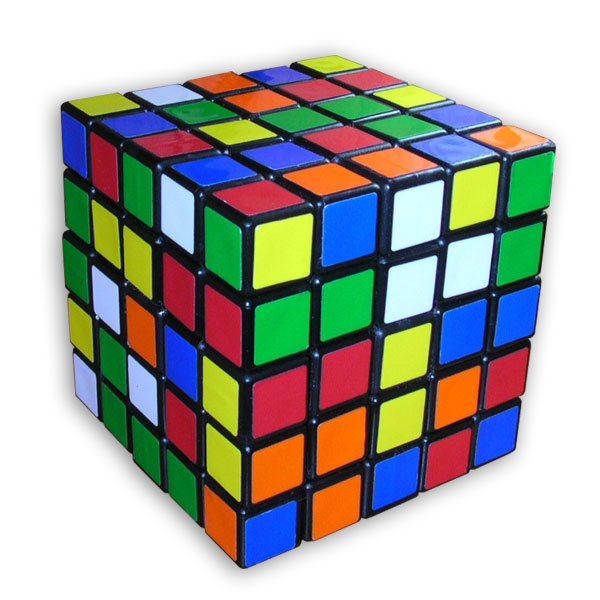
섞인 것

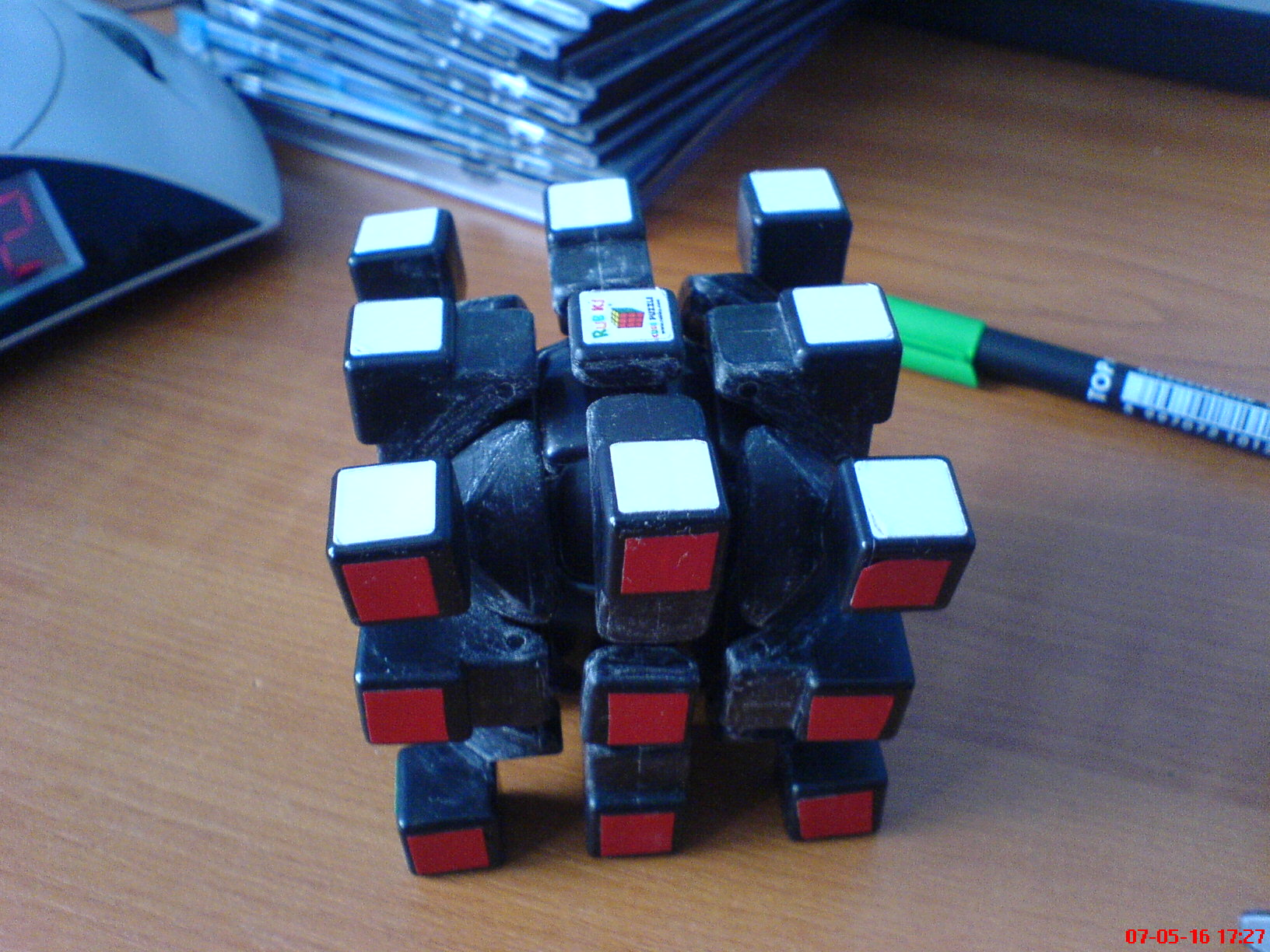
중앙 조각만을 남긴 오리지날 프로페서스 큐브, 남은 조각이 3×3×3과 같은 것을 볼 수 있다

오리지날 프로페서스 큐브는 우도 크렐(Udo Krell)에 의해 고안되었으며, 중심에 구형의 조각을 붙여서 확장한 3×3×3 큐브를 틀처럼 사용해서 만들었다. 중앙 조각이 아닌 모든 조각들은 돌릴 때 떨어지지 않게, 3×3×3 큐브에서 파생된 조각에 맞도록 디자인되었다. 고정된 중앙 조각은 따로 움직일 수 있는 (하나는 보이고 하나는 가려진) 두 부분을 가진다. 이 형태는 원래 디자인과는 다른 부분이다.
퍼즐의 이스트신 버전은 다른 메커니즘을 사용한다. 고정된 중앙이 중앙 모서리 조각과 그 옆의 중앙 조각을 제자리에 있게 하고, 차례로 바깥 모서리 조각까지 붙들어둔다. 중앙 모서리가 아닌 모서리 조각은 귀퉁이 조각을 제자리에 잡아두고, 귀퉁이 조각의 내부 부분은 큐브의 중심에 닿지 않는다.
Panagiotis Verdes에 의해 디자인된 V-큐브 5 메커니즘은 두 성분을 공통으로 가진다. 귀퉁이 조각은 (오리지날 퍼즐 메커니즘처럼) 퍼즐의 중심에 닿고 중앙 조각은 (이스트신 메커니즘처럼) 중앙 모서리 조각을 붙들어둔다. 중간 모서리 조각과 중앙 조각은 그것들에 붙어서 지지프레임을 만들고 이것들은 확장되어서 나머지 조각을 같이 붙든다. 이것은 매끄럽고 빠른 회전을 할 수 있게 하고 논란의 여지 없이 빠르고 가장 내구성이 있는 퍼즐의 버전을 만든다. 오리지날 5×5×5 디자인과는 다르게, V-큐브 5 메커니즘은 스피드큐빙을 염두에 두고 만들어졌다.

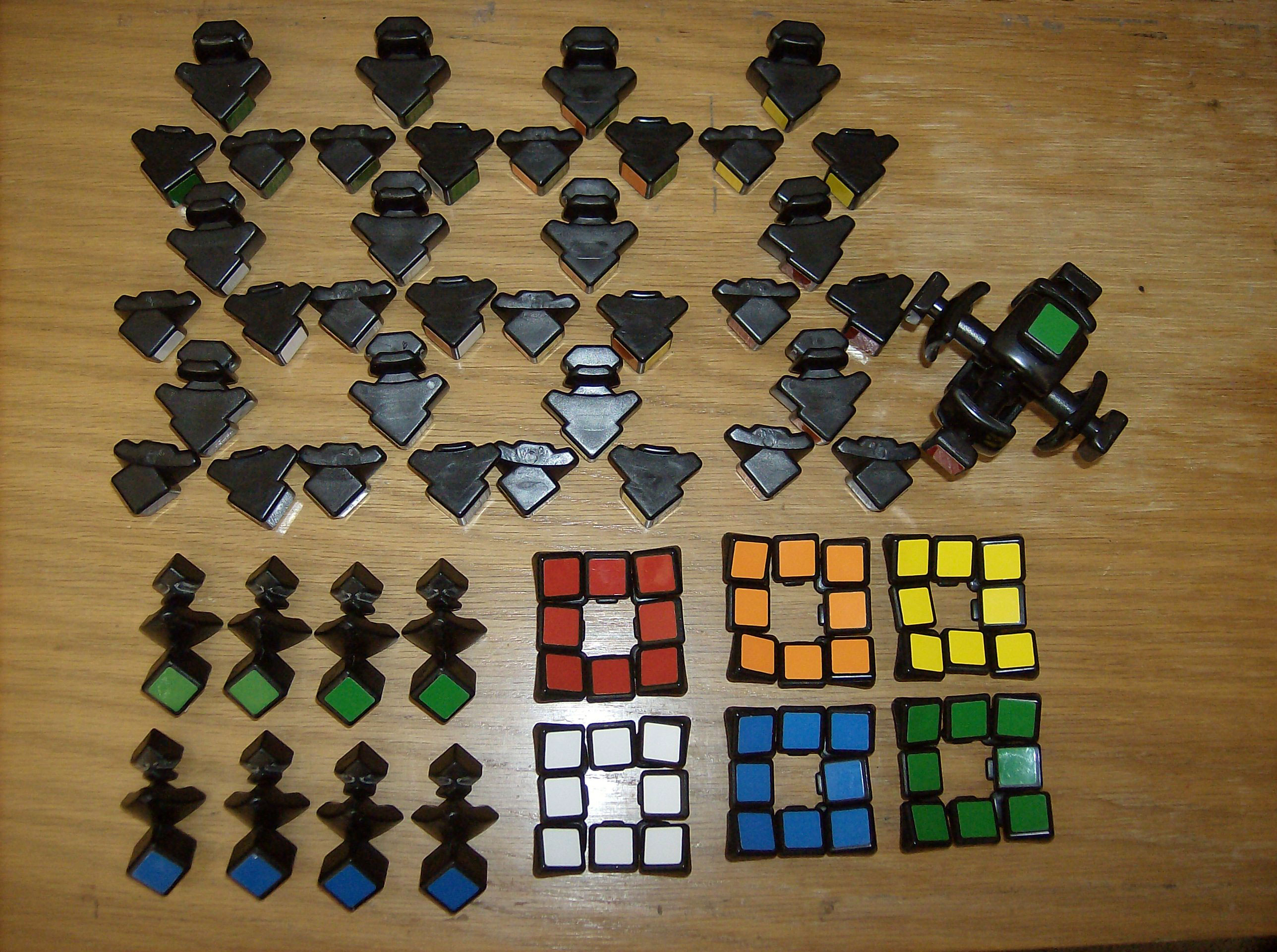
프로페서스 큐브를 분해한 것
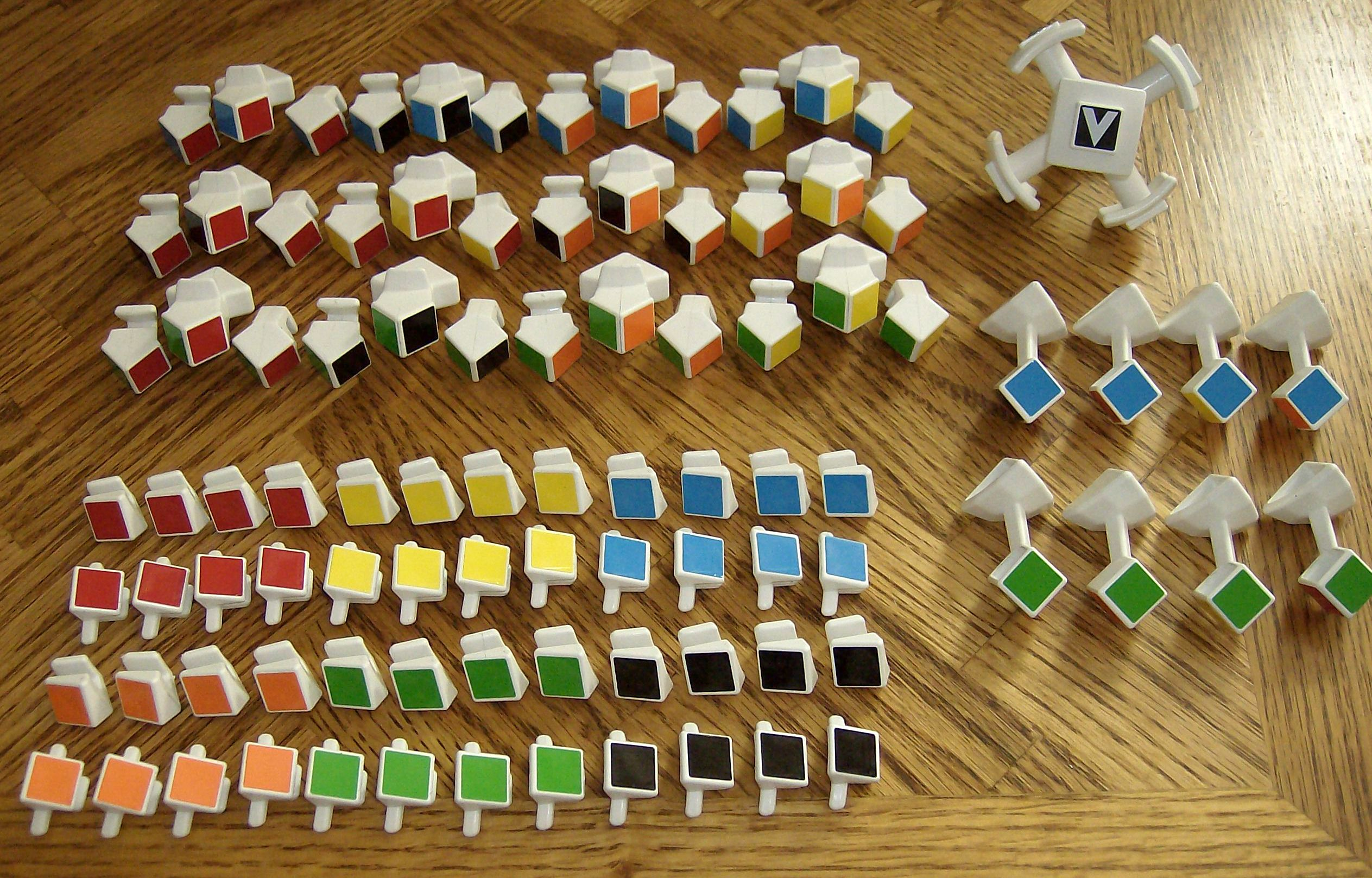
V-큐브 5를 분해한 것
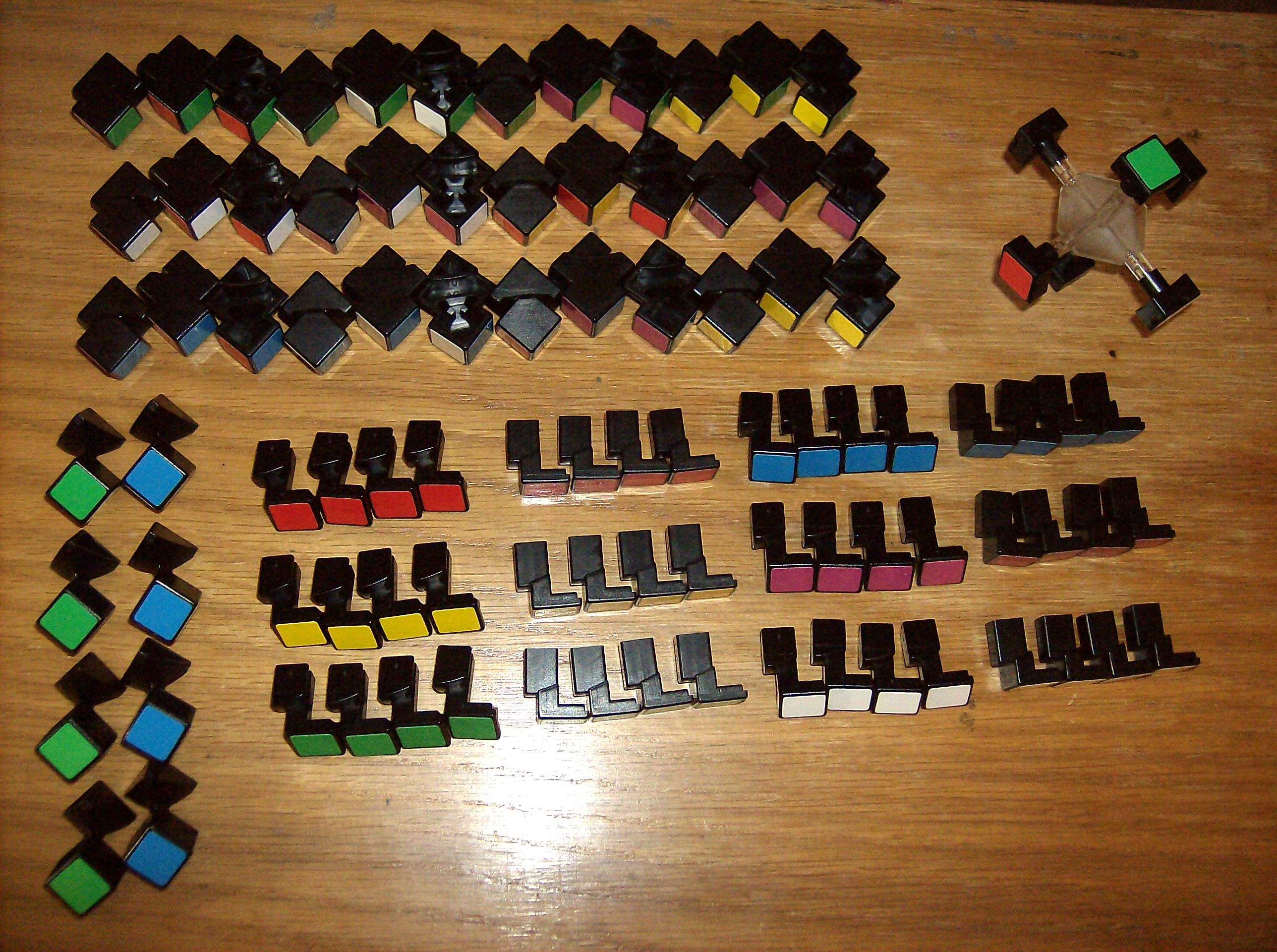
이스트신 큐브를 분해한 것

### 내구성

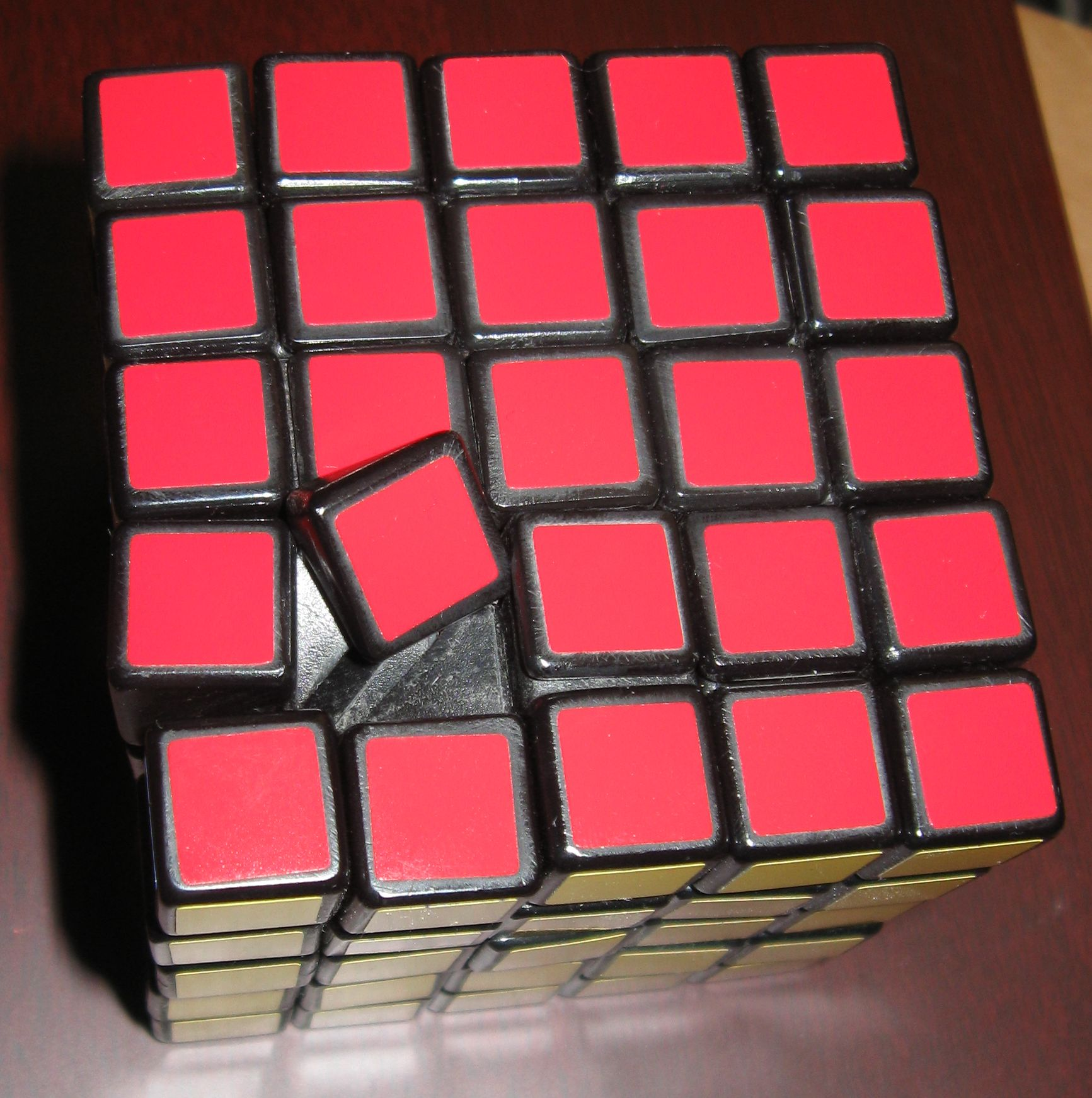
중앙 조각이 잘못 돌아간 오리지날 큐브. 이런 현상은 이스트신이나 V-큐브 버전에서는 일어나지 않는다.

오리지날 프로페서스 큐브는 움직이는 부분이 더 많기 때문에 본질적으로 3×3×3 루빅스 큐브보다 더 해체되기 쉽다. 이런 디자인 때문에 프로페서스 큐브는 스피드 큐빙에 적합하지 않다. 회전시킬 때 과도하게 힘을 주면 조각이 깨질 수 있다. 이스트신 5×5×5와 V-큐브 5는 오리지날 디자인의 취약점을 보완하기 위한 다른 메커니즘으로 디자인 되었다.

## 조합의 수
큐브의 외부에는 98개의 조각이 있다: 귀퉁이 조각 8개, 모서리 조각 36개, 그리고 중앙 조각 54개 (움직일 수 있는 것 48개, 없는 것 6개)이다.
귀퉁이 조각의 위치 조합은 홀 순열을 포함한 모든 조합이 가능하므로, 8!가지의 가능한 배열이 나온다. 귀퉁이 조각 중 일곱 개는 따로 회전시킬 수 있고 여덟 번째 조각의 방향은 나머지 일곱 개에 의존하므로, 37 (또는 2,187)가지의 조합이 나온다.
중앙 조각이 54개가 있다. 이 중 여섯 개(각 면의 중심에 있는 사각형)는 위치가 고정되어있다. 나머지는 나머지는 중앙 조각 24개의 두 집합으로 이루어진다. 각 집합에는 각 색의 중앙 조각 네 개가 있다. 각 집합은 24!가지의 다른 방법으로 배열할 수 있다. 집합에 있는 각 색의 네 중앙 조각이 구분할 수 없다고 하면, 조합의 수는 24!/(246)가지 조합으로 줄어든다. 왜냐하면 각 색에 대한 네 조각을 배열하는 가짓수가 24 (4!)이기 때문이다. 색이 여섯 가지가 있기 때문에 이것을 6제곱을 한다. 움직일 수 있는 중앙 조각의 총 조합의 수는 두 집합의 가짓수의 곱으로 24!2/(2412)이다.
외부 모서리 조각 24개는 내부 모양이 비대칭이기 때문에 뒤집을 수 없다. 대응하는 외부 모서리 조각은 서로 거울상이기 때문에 구분가능하다. 외부 모서리 조각은 홀 순열을 포함한 모든 순열이 가능하기 때문에, 24!가지의 배열을 얻는다. 중앙 모서리 조각 12개는 뒤집을 수 있다. 열 한개는 독자적으로 뒤집고 배열할 수 있기 때문에, 12!/2 × 211또는 12! × 210가지를 얻는다(귀퉁이 조각이 홀 순열이면 중앙 모서리 조각이 홀 순열임을 의미하며, 거꾸로도 마찬가지이다. 이 때문에, 2로 나누는 것이다). 내부와 외부 모서리 조각 모두의 조합의 수는 24! × 12! × 210이다.
이것은 전체 조합의 수를 준다:
{\displaystyle {\frac {8!\times 3^{7}\times 12!\times 2^{10}\times 24!^{3}}{24^{12}}}\approx 2.83\times 10^{74}}
전체 숫자는 정확히 282870942277741856536180333107150328293127731985672134721536000000000000000가지가 가능하다 (약 2828709무량대수(無量大數)이다).
프로페서스 큐브의 몇몇 변형은 중앙 조각중 하나에 로고가 새겨져 있어서, 네 방향을 구분할 수 있게한다. 이것은 로고의 방향에 관계없이 맞춘 것으로 여겨지지만 조합의 수에 4를 곱해서 1.13×1075로 늘어난다. 이것과 비교해서, 관측 가능한 우주에 있는 원자의 개수는 약 1080으로 추정된다. 다른 변형은 모든 중앙 조각의 방향을 보이게 해서 난이도를 상승시켰다. 그 예시는 아래에 나타내었다.

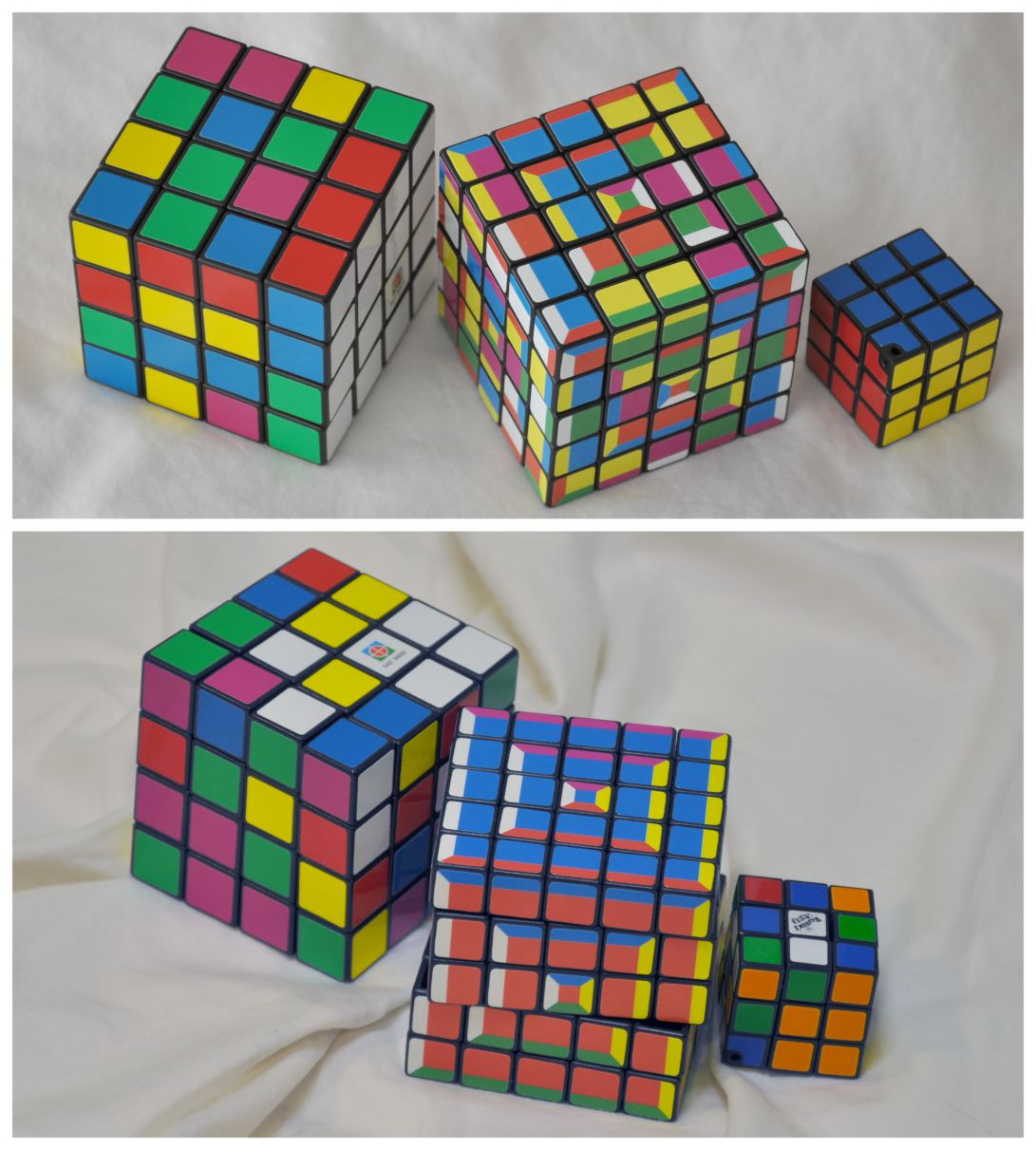
중앙은 여러 색깔을 가지는 스티커를 붙인 이스트신 5×5×5 큐브로, 중앙 조각도 올바른 위치에 놓아야 하기 때문에 난이도가 증가한다.

## 해법
퍼즐을 이렇게 빠르게 풀 수 있는 사람들은 보통 비슷한 모서리 조각을 고체의 띠로 묶고, 중앙 조각들을 하나의 단색 블럭으로 묶는 감소 방법을 선호한다. 이것은 큐브를 3×3×3 큐브의 방법과 같은 방법으로 빠르게 풀 수 있게 한다. 오른쪽에 보였듯이, 고정된 중앙 조각, 중앙 모서리 조각과 귀퉁이 조각은 3×3×3 큐브와 동일하게 다룰 수 있다. 결과적으로, 4×4×4에서 종종 보이던 홀짝성 오류는 훼손되지 않는 한은 5×5×5에서 일어나지 않는다.
다른 자주 사용되는 전략은 큐브의 모서리를 먼저 맞추는 것이다. 귀퉁이는 이전 차수의 큐브 퍼즐에서 한 것처럼 맞출 수 있고, 중앙 조각은 4×4×4 큐브에서 사용된 알고리즘과 유사하게 조작할 수 있다.
덜 자주 사용되는 전략은 먼저 한 면과 한 테두리를 맞추고, 2 번째, 3 번째 그리고 4 번째 테두리를 맞추고, 마지막으로 마지막 면과 테두리를 맞춘다. 즉, 건물을 짓는 것 같다. 처음에는 지하를, 그리고 각 층을, 그리고 마지막으로는 옥상이다.

## 세계 기록
프로페서스 큐브의 세계 최단 기록은 36.06초로, 2019년 6월 22일  로스 앤젤레스 (미국)에서 열린 2019 서양 선수권 대회에서 미국의 맥스 박이 세웠다. 큐브 다섯 개를 맞추는 종목의 세계 최단 기록은 39.65초로, 서양 선수권 2019 대회에서 역시 맥스 박 이 세웠다. 눈가리고 풀기 종목의 세계 최단 기록은 (확인하는 시간을 포함해서) 2분 48.19초로, 2019년 6월 22일 불독 한정자 2019 대회에서 미국의 맥스 힐리어드가 세웠다.

### 세계기록 상위 5순위 (큐브 한개)
| 이름          | 기록    | 대회             |
| ------------- | ------- | ---------------- |
| 맥스 박       | 36.06초 | 2019 서양 선수권 |
| 펠릭스 셈덱스 | 37.93초 | 2018 캔버라 추   |
| 키란 베한     | 38.96초 | 2019 세계 선수권 |
| 패트릭 폰세   | 40.43초 | 2019 세계 선수권 |
| 남승혁        | 40.66초 | 2019 세계 선수권 |

### 세계기록 상위 5순위 (큐브 다섯개)
| 이름              | 가장 빠른 평균 | 대회                    |
| ----------------- | -------------- | ----------------------- |
| 맥스 박           | 39.65초        | 2019 서양 선수권        |
| 펠릭스 셈덱스     | 43.21초        | 2017 멜버른 큐브 데이즈 |
| 남승혁            | 44.78초        | 2019 세계 선수권        |
| 키란 베한         | 45.19초        | 2019 리즈 오픈          |
| 세바스티안 와이어 | 46.58초        | 2019 독일 선수권        |

## 같이 보기
- 포켓 큐브 – 퍼즐의 2×2×2 버전
- 루빅스 큐브 – 퍼즐의 3×3×3 오리지날 버전
- 리벤지 큐브 – 퍼즐의 4×4×4 버전
- V-큐브 6 - 퍼즐의 A 6×6×6 버전
- V-큐브 7 - 퍼즐의 7×7×7 버전
- V-큐브 8 - 퍼즐의 8×8×8 버전
- 조합 퍼즐